# Viherlaakso Gorillas 1981
Questa voce raccoglie le informazioni riguardanti i Viherlaakso Gorillas nelle competizioni ufficiali della stagione 1981.

## Vaahteraliiga 1981

### Stagione regolare
| 1981 1ª giornata | Viherlaakso Gorillas | 0 – 6 | Helsinki Roosters |  |

| 1981 2ª giornata | Savonlinna Steamers | 0 – 51 | Viherlaakso Gorillas |  |

| 1981 3ª giornata | Hyvinkää Falcons | 0 – 6 | Viherlaakso Gorillas |  |

| Jyväskylä 9 agosto 1981 4ª giornata | Viherlaakso Gorillas | 72 – 0 | Jyväskylä Rangers |  |

| Espoo 15 agosto 1981 5ª giornata | Espoo Poli | 58 – 0 | Viherlaakso Gorillas |  |

| Espoo 22 agosto 1981 6ª giornata | Viherlaakso Gorillas | 0 – 70 | East City Giants |  |

| Espoo 30 agosto 1981 7ª giornata | Viherlaakso Gorillas | 0 – 52 | MAJS |  |

## Statistiche di squadra
| Competizione      | %Vittorie | In casa | In casa | In casa | In casa | In casa | In casa | In trasferta | In trasferta | In trasferta | In trasferta | In trasferta | In trasferta | Totale | Totale | Totale | Totale | Totale | Totale |
| Competizione      | %Vittorie | G       | V       | N       | P       | Pf      | Ps      | G            | V            | N            | P            | Pf           | Ps           | G      | V      | N      | P      | Pf     | Ps     |
| ----------------- | --------- | ------- | ------- | ------- | ------- | ------- | ------- | ------------ | ------------ | ------------ | ------------ | ------------ | ------------ | ------ | ------ | ------ | ------ | ------ | ------ |
| Stagione regolare | .429      | 4       | 1       | 0       | 3       | 72      | 128     | 3            | 2            | 0            | 1            | 57           | 58           | 7      | 3      | 0      | 4      | 129    | 186    |
| Totale            | .429      | 4       | 1       | 0       | 3       | 72      | 128     | 3            | 2            | 0            | 1            | 57           | 58           | 7      | 3      | 0      | 4      | 129    | 186    |